# Cédric Burdet
Cédric Burdet (Belley, Francuska, 15. studenog 1974.) je bivši francuski rukometaš i višegodišnji nacionalni reprezentativac. Cijelu karijeru proveo je u domovini izuzev tri sezone u redovima bundesligaša Gummersbacha.

## Karijera
Igrač je karijeru započeo igrajući za Chambéry s kojim je 1994. izborio ulazak u prvu ligu da bi godinu potom potpisao za Montpellier. S klubom je tijekom osam godina dominirao francuskim klupskim rukometom a najveći domet je ostvaren 2003. godine osvajanjem Lige prvaka. Igrač nakon toga odlazi u njemačku Bundesligu gdje postaje član Gummersbacha. Tijekom tri sezone ondje, nije ostvaren značajniji rezultat a Cédric je u klubu većinom bio u sjeni južnokorejskog rukometaša Yoon Kyung-shina. Zbog toga je uslijedio povratak u Montpellier s kojim je bio jednako uspješan kao i prvi put. Ukupno gledajući, igrač je tijekom svoja dva mandata u Montpellierreu osvojio sedam naslova prvaka te isto toliko kupova.
Rukometaš je 2009. s klubom osvojio dvostruku krunu te je završetkom sezone najavio prekid karijere. Međutim, ostao je aktivan još jednu godinu koliko je proveo igrajući za USAM Nîmes da bi se u konačnici igrački umirovio.
Burdet je za reprezentaciju debitirao u lipnju 1997. tijekom susreta protiv Italije. Iako je za nju nastupao jedanaest godina, rijetko je stavljan na popis igrača za velike turnire. Međutim, bio je član postave koja je u Pekingu 2008. postala olimpijski pobjednik te je bio bitan u polufinalnoj utakmici protiv Hrvatske. Nakon tog uspjeha, rukometaš se povukao iz reprezentacije.

## Vanjske poveznice
- Profil rukometaša na Sports-reference.com  Arhivirana inačica izvorne stranice od 17. travnja 2020. (Wayback Machine)